# Festuca karsiana
Festuca karsiana är en gräsart som beskrevs av Evgenii Borisovich Alexeev. Festuca karsiana ingår i släktet svinglar, och familjen gräs. Inga underarter finns listade i Catalogue of Life.